# Halalu, Mysore
Halalu là một làng thuộc tehsil Mysore, huyện Mysore, bang Karnataka, Ấn Độ.